# Yes, Virginia...
Yes, Virginia... es el segundo disco de estudio de la banda de dark cabaret de Boston MA The Dresden Dolls, lanzado en abril de 2006. La historia del título de este álbum, es una carta publicada el 21 de septiembre de 1897 en el diario de Estados Unidos New York Sun, enviada por una pequeña niña llamada Virginia, en donde le pregunta al editor sobre la existencia de Santa Claus.
El álbum debutó en el número 42 del US Billboard 200, vendiendo 19,047 unidades la primera semana.